# Гитр
Гитр (фр. Guîtres) је насељено место у Француској у региону Аквитанија, у департману Жиронда.
По подацима из 2011. године у општини је живело 1682 становника, а густина насељености је износила 335,06 становника/km².

## Демографија
| 1962. | 1968. | 1975. | 1982. | 1990. | 2011. |
| ----- | ----- | ----- | ----- | ----- | ----- |
| 1.242 | 1.279 | 1.357 | 1.377 | 1.403 | 1.682 |